# Olympique Gymnaste Club de Nice 1949-1950
Questa voce raccoglie le informazioni riguardanti l'Olympique Gymnaste Club de Nice nelle competizioni ufficiali della stagione 1949-1950.

## Maglie
| Manica sinistra · Manica sinistra · Maglietta · Maglietta · Manica destra · Manica destra · Pantaloncini · Calzettoni |

## Rosa
| N. |                    | Ruolo | Calciatore         |
| -- | ------------------ | ----- | ------------------ |
|    | Francia (bandiera) | P     | Jacques Favre      |
|    | Francia (bandiera) | P     | Robert Germain     |
|    | Francia (bandiera) | D     | Jean Belver        |
|    | Francia (bandiera) | D     | Mokhtar Ben Nacef  |
|    | Francia (bandiera) | D     | Mohamed Firoud     |
|    | Francia (bandiera) | D     | Marcel Gaillard    |
|    | Francia (bandiera) | D     | Roger Mindonnet    |
|    | Francia (bandiera) | C     | Désiré Carré       |
|    | Francia (bandiera) | C     | Barthélémy Gallard |
|    | Francia (bandiera) | C     | Jean Luciano       |

| N. |                    | Ruolo | Calciatore           |
| -- | ------------------ | ----- | -------------------- |
|    | Francia (bandiera) | C     | Léon Rossi           |
|    | Polonia (bandiera) | C     | Ostap Stekiw         |
|    | Francia (bandiera) | A     | Abdelaziz Ben Tifour |
|    | Francia (bandiera) | A     | François Fassone     |
|    | Italia (bandiera)  | A     | Stelvio Molinari     |
|    | Francia (bandiera) | A     | Antoine Morescaux    |
|    | Francia (bandiera) | A     | Paul Perez           |
|    | Francia (bandiera) | A     | Alphonse Rolland     |
|    | Italia (bandiera)  | A     | Roberto Serone       |
|    | Polonia (bandiera) | A     | Alexandr Skocen      |